# آر۱۰۰
آر۱۰۰ (به انگلیسی: R100) یک کشتی هوایی ساختِ کارخانهٔ ویکرز در کشور بریتانیا است. این کشتی هوایی برای نخستین بار در ۱۶ دسامبر ۱۹۲۹ میلادی مورد استفاده قرار گرفت.